# يان كرومكامب
يان كرومكامب (بالهولندية: Jan Kromkamp)‏ (مواليد 17 أغسطس 1980) هو لاعب كرة قدم. يلعب مع منتخب هولندا لكرة القدم. سبق له أن لعب في كأس العالم لكرة القدم مع منتخب بلاده.

## مسيرته الكروية
لعب يان كرومكامب خلال مسيرته الاحترافية مع 5 أندية في ستة عشر موسمًا وسجل خلالها 13 هدفًا ضمن 316 مباراة. حيث فاز في موسم واحد بالكأس وفي موسمين بالدوري.
خاض يان كرومكامب مسيرته مع نادي غو أهد إيغلز في موسم 1998–99 في المرة الأولى ولمدة موسمين ثم في موسم 2011–12 ولمدة موسمين، مشاركًا طوالها في 95 مباراة سجل خلالها 5 أهداف. ثم انتقل إلى نادي إي زد ألكمار في موسم 2000–01 ليلعب معه خمسة مواسم، حيث شارك في 133 مباراة سجل خلالها 7 أهداف. لينتقل بعدها إلى نادي ليفربول في موسم 2005–06 ولمدة موسمين، مشاركًا في 14 مباراة ولم يسجل أي هدف. ثم انتقل إلى نادي آيندهوفن في موسم 2006–07 ليلعب معه أربعة مواسم، مشاركًا في 68 مباراة سجل خلالها هدفًا واحدًا.

## روابط خارجية
- يان كرومكامب على موقع الاتحاد الدولي (مؤرشف)  (الإنجليزية)
- يان كرومكامب على موقع الاتحاد الأوربي (الإنجليزية)
- يان كرومكامب على موقع قاعدة بيانات كرة القدم.إي يو (الإنجليزية)
- يان كرومكامب على موقع ناشيونال فوتبول تيمز (الإنجليزية)
- يان كرومكامب على موقع Soccerbase.com (لاعب) (الإنجليزية)
- يان كرومكامب على موقع Soccerway.com (الإنجليزية)
- يان كرومكامب على موقع عالم كرة القدم.نت (الإنجليزية)
- يان كرومكامب على موقع كووورة